# 派特里文泰
派特里文泰，是匈牙利佐洛州所辖的一个村，总面积7.65平方公里，总人口369，人口密度48.2人/平方公里（2010年1月1日）。